# Hoćevina
Hoćevina (en serbe cyrillique : Хоћевина) est un village du nord du Monténégro, dans la municipalité de Pljevlja.

## Démographie

### Évolution historique de la population
| 1948 | 1953 | 1961 | 1971 | 1981 | 1991 | 2003 |
| ---- | ---- | ---- | ---- | ---- | ---- | ---- |
| 365  | 421  | 434  | 352  | 295  | 181  | 167  |